# Andreea Cosma
Andreea Cosma (n. 4 mai 1975, Cornu, România) este o deputată română, aleasă în 2016, validată pe 16 ianuarie 2017, în urma votului pe lista PSD (a șaptea pe listă, loc neeligibil) și datorită renunțării a doi colegi la locul eligibil, primarul localității Cornu, Cornel Nanu (locul doi pe listă) respectiv Ludmila Sfârloagă (locul patru pe listă), vicepreședinte al Consiliului Județean Prahova. Este reprezentantă a circumscripției electorale nr. 31 Prahova.
Politiciana este, de asemenea, notar public în cadrul Camerei Notarilor Publici Ploiești din anul 2002.

## Formare[verificare necesară]
- Membră a Academiei Europene de Relații Economice și Culturale cu sediul în Roma (2017)
- Absolventă al Institutului Diplomatic Român, București „Politică externă și diplomație” (2017)
- Colegiul Național de Apărare, București - „Securitate și bună guvernare” (2017)
- Cursuri de formare profesională în cadrul Institutului Notarial Român (2001 ‐ 2002)
- Facultatea de Drept, Specializarea Drept, București (1993 - 1997)

## Controverse
În decembrie 2015, Andreea Cosma a fost trimisă în judecată de DNA Ploieși în dosarul privind vânzarea la prețuri subevaluate a unor terenuri ale cazărmii Ciuperceasca. În ianuarie 2017, acest dosar a fost declinat în favoarea ÎCCJ. De-a lungul timpului, conform procurorilor, notarul public Andreea Cosma Saad a intermediat returnări „ilegale” de TVA, creditări ale unor firme „fictive” cu scopul evaziunii fiscale și „spălării de bani” proveniți din „activități ilegale”, prejudiciul fiind estimat la 35 milioane Euro.

## Familie, date personale
Este fiica fostului președinte al Consiliului Județean Prahova, Mircea Cosma, membru important al PSD Prahova, și sora deputatului PSD Vlad Cosma.
În 2010 s-a casătorit cu Rami Saad, cetățean libanez, cu care are o fiică.
A avut o scurtă „carieră” muzicală (R&B) sub numele de scenă „Deea”.